# غوتفريد داينر
غوتفريد داينر هو متزلج جماعي سويسري، ولد في 1 نوفمبر 1926 في زيورخ في سويسرا، وتوفي في 26 مايو 2015 في Engelberg ‏ في سويسرا.

## وصلات خارجية
- غوتفريد داينر على موقع اللجنة الأولمبية الدولية (الإنجليزية)
- غوتفريد داينر على موقع أوليمبيديا (الإنجليزية)